# Schimpfbereich
Als Schimpfbereich oder Schimpfzone bezeichnet man in der Verhaltensbiologie Areale einer Territorialgrenze, die häufig von Tieren aufgesucht werden, um Drohverhalten gegenüber ihren Nachbarn zu zeigen. Treten Streitigkeiten zwischen den Nachbarn auf, so erfolgen sie nicht an allen Stellen der Territorialgrenze gleich häufig, sondern konzentrieren sich auf wenige Orte, die meist von beiden Seiten gut einsehbar sind oder anderen, je nach Tierart verschiedenen Kriterien für das Austragen der Drohverhalten geeignet sind. Bleibt es beim Schimpfen, werden diese Bereiche von den verteidigenden Tieren nicht verlassen.
Schimpfbereiche dienen der Abschätzung der Stärke der jeweiligen Gegner bzw. der bei eventuell folgenden ernsthafteren Revierkämpfen zu erwartenden Gegenwehr. Sie werden beispielsweise von sesshaften Vögeln aufgesucht, die sich zu bestimmten Zeiten an immer gleichen Orten einfinden, um dort gegen ihre Reviergegner zu singen. Der Lockgesang erfolgt hingegen nicht in Schimpfbereichen.
Die Bezeichnung wird aber meist bei gruppenbildenden Primaten verwendet, deren Territorien wie bei den Schimpansen häufig von natürlichen Barrieren begrenzt werden (Felsen, Flüsse, Waldgrenzen, Abhänge u. ä.). Nur an jenen Stellen, an denen keine natürlichen Barrieren vorhanden sind, grenzen die Territorien der Gruppen unmittelbar aneinander. Dort entstehen bevorzugt Schimpfbereiche, die von beiden Gruppen gleichzeitig und sehr regelmäßig aufgesucht werden. Die Gruppen stehen sich in weitem Abstand gegenüber und zeigen ihre artspezifischen Drohverhalten. Zwischen den Schimpfbereichen befindet sich ein so genanntes Niemandsland, das von beiden Parteien nicht zur Nahrungssuche benutzt wird. Es handelt sich hierbei meist um Geländestreifen.
Finden sich auf einer Seite zu den Schimpfzeiten weniger oder schwächer schimpfende Individuen ein, so wird der Schimpfbereich von der stärkeren Partei zunehmend in das Territorium der unterlegenen Gruppe verlegt. Insbesondere Primaten vermeiden durch diese schrittweise Ausweitung ihrer Territorien ernsthafte Kämpfe mit der unterlegenen Partei, die um ihre Existenz kämpft und sich deshalb bei ernsthaften Handgreiflichkeiten stärker wehren würde, als dies die überlegene Gruppe verkraften könnte.
Schimpfbereiche werden nicht von allen territorialen Tieren benutzt. Löwen markieren ihr Gelände  mit Duftmarken und kommt es zu Kämpfen, sind die Orte meist beliebig und resultieren aus zufälligen Zusammentreffen. Bei Primaten ist der Sichtkontakt ein wesentliches Merkmal des Schimpfbereiches. Arten, die sich nur akustisch gegenüber ihren Nachbargruppen abgrenzen, wie beispielsweise die Brüllaffen, die im dichten tropischen Regenwald leben, errichten keine Schimpfbereiche, sondern führen dieses Verhalten an weniger streng lokalisierten Orten aus, bevorzugt an den Schlaf- und Ruheplätzen im Geäst. Die weit tragenden Rufe machen den Sichtkontakt überflüssig.